# オランゴ環礁
オランゴ環礁(英: Olango Island Group)はフィリピン中部ビサヤ地方にある群島。環礁となっている。所属する行政府はセブ州ラプ＝ラプ市とコルドバに分かれる。マクタン島の5キロメートル東にあり、セブでも有数のリゾート地である。自然保護区としても名高い。

## 地理
オランゴ環礁はオランゴ島、Sulpa, Gilutongan, Nalusuan, Caohagan, Pangan-an, Camungiの7島からなる。南はボホール海峡、北はカモテス海、東はオランゴ水道、西はGilutungan水道である。

### 島の地形
オランゴ環礁は西岸が切り立って、東岸がなだらかであり、環礁の高いところでも海抜10メートル程度である。中央部はラグーン(潟)となっており、中部ビサヤ地方では最も大きい合計4,482ヘクタールである。砂浜、岩礁、平地、海草藻場、珊瑚礁、マングローブの森、干潟、塩沼などの地形が見られる。オランゴ環礁の内の920ヘクタールは1992年に野生生物保護地域(Olango Island Wildlife Sanctuary)に指定されている。
オランゴ環礁はサンゴ礁が基となっている。岩石学的に2つに区分できる。一つは更新世から鮮新世(約500万年前から約1万年前)にできたCarcar岩層、もう一つは第四紀(その後現代まで)の層である。Carcar岩層はサンゴ藻が作った多孔質の石灰岩を基にしてできており、環礁の中央部を構成していて、ごくなだらかな擂り鉢状になっている。この地形は、この層が貝や藻類の死骸が石となって現在でも成長しつつあることを示している。第四紀の層は周辺部を構成しており、海流で集められた石灰質砂が堆積したものである。このため、このあたりの砂はきめが粗く、貝殻の破片が混じったものとなっている。

### 気候
フィリピンの季節は雨季と寒気の2つに分けられる。乾季は2月から5月頃、雨季は6月から1月頃である。また、6月から2月頃までは温暖期、3月から5月頃までは寒冷期である。
| 1月 | 2月 | 3月 | 4月 | 5月 | 6月 | 7月 | 8月 | 9月 | 10月 | 11月 | 12月 |

| 雨季 |  | 乾季 |  |  |  |  |  | 雨季 |  |  |  |

| 温暖 |  |  | 寒冷 |  |  |  |  | 温暖 |  |  |  |

オランゴ環礁は他の中部ビサヤ地方同様に熱帯雨林気候である。フィリピン気象天文庁 (Philippine Atmospheric, Geophysical and Astronomical Services Administration) によると、このあたりは概ね暖かく湿潤で、日中の気温は常に23～30℃の間、1日の平均湿度は60～90パーセントである。年間降水量は、西隣マクタン島のマクタン・セブ国際空港付近で平均1,579ミリメートル、Barangay Maribagoで平均1,440ミリメートルである。
オランゴ環礁は1年のほとんどが激しい雨季であり、乾季は短い。また、フィリピン諸島は台風地帯に属しており、オランゴ環礁はマクタン島やボホール州の盾の役割も果たしている。

## 政治行政
オランゴ環礁はラプ＝ラプ市、コルドヴァという2つの地方行政体に属している。11のバランガイ(村)に分かれており、そのうち8つ(Baring, Caw-oy, Sabang, Santa Rosa, Talima, Tingo, Tungasan and San Vicente)は主島のオランゴ島にあり、島がそのままバランガイとなっているPangan-an、カオハガン島とともにラプ＝ラプ市に属している。また、Gilutongan島とNalusuan島から成るバランガイはコルドヴァ市に属している。

## 人口統計

### 人口の数、密度、分布
オランゴ環礁の1995年の人口は21,928人、4,382世帯である。平均人口密度は3,420人/km2、人口密度が最大のGilutongan島では9,680人/km2である。

### 教育
小学校は全てのバランガイにあり、高校は4つのバランガイに1つずつある。2001年の時点では大学や職業専門学校は無い。

### 産業
古くからウニ、魚類、貝類の漁業が中心であり、貝細工、観賞魚の捕獲、ボート操作、海草栽培が行われている。その他に天水農業(rainfed  farming, 灌漑を行わない農業)、サービス業、雑貨商 (Sari-sari store) 、トウモロコシ、キャッサバ、ココナッツの栽培と牧畜も行われている。近年では観光業も盛んである。

## オランゴ島自然保護区

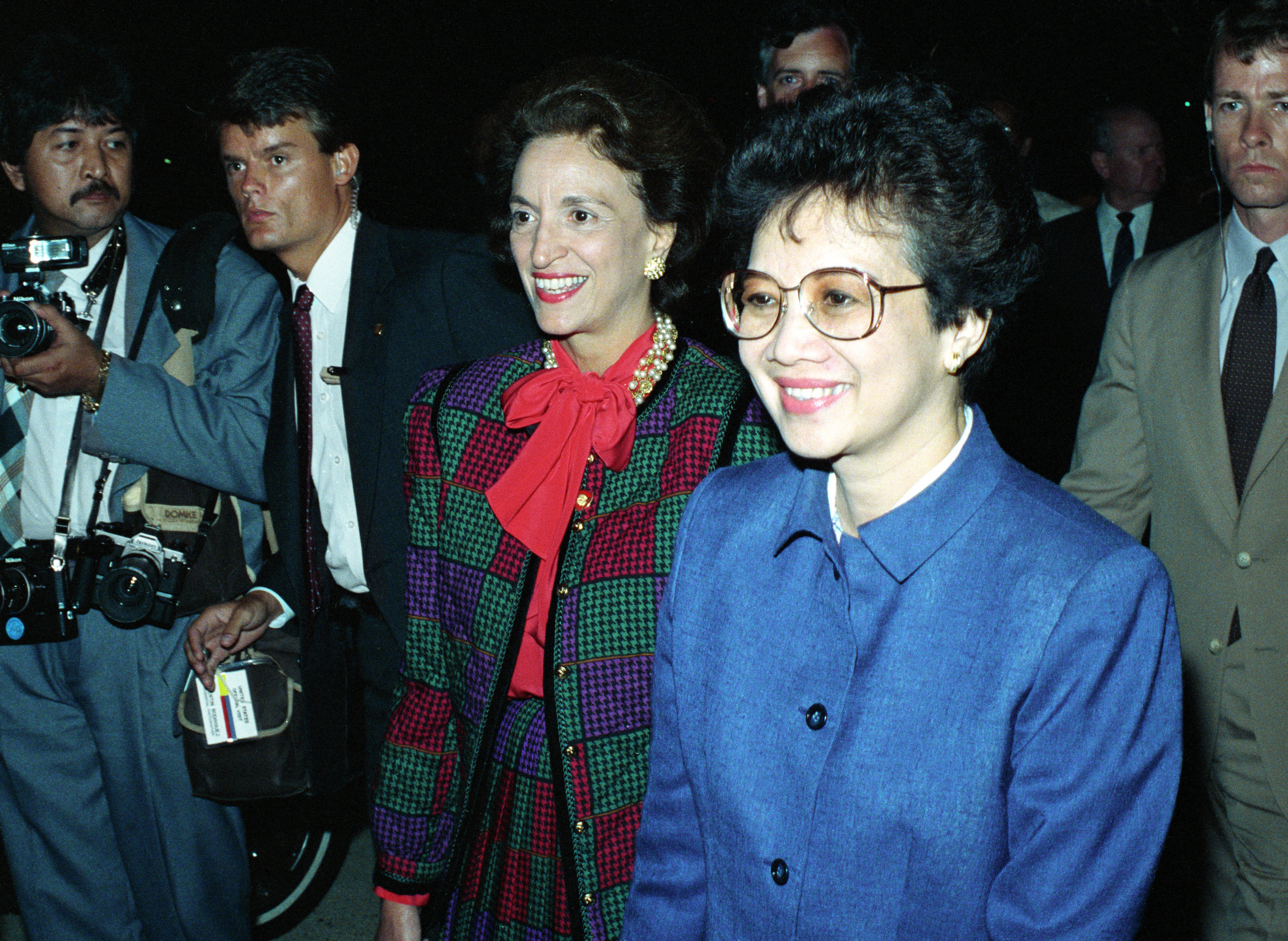
1992年、コラソン・アキノはオランゴ環礁を保護区域に指定した

オランゴ島にある珊瑚礁、マングローブ、海草、沖合いのサンゴでは豊かな生態系が作られている。とりわけマングローブの森はセブ州一の広範囲にわたっており、沖合いのサンゴと合わせてさまざまな海洋生物が暮らしている。環礁に囲まれた潟は浅瀬になっていて、モンスーンや強風の被害を防いでいる。
オランゴ環礁はマクタン島の沖合いにあり、世界でも有数の渡り鳥飛来地として知られている。オランゴ環礁には920ヘクタールの自然保護区があり、シベリア、中国北部、日本などからの越冬地となっている。フィリピン国内では最大規模である。ここには97種の鳥がいて、そのうち48種が渡り鳥である。オーストラリアやニュージーランドからの渡り鳥はオランゴ環礁を産卵地にしている。よく見られるのはカラシラサギ、シベリアオオハシシギ、ホウロクシギ、オグロシギ、コオバシギなどのシギ・チドリ類である。
1992年5月14日、当時大統領だったコラソン・アキノは大統領声明903号で、オランゴ環礁の1,020ヘクタールを保護区域に指定した 。1994年7月1日にはラムサール条約登録地域となった。これはフィリピンの水鳥生息地としては初である。

## ダイビングスポット

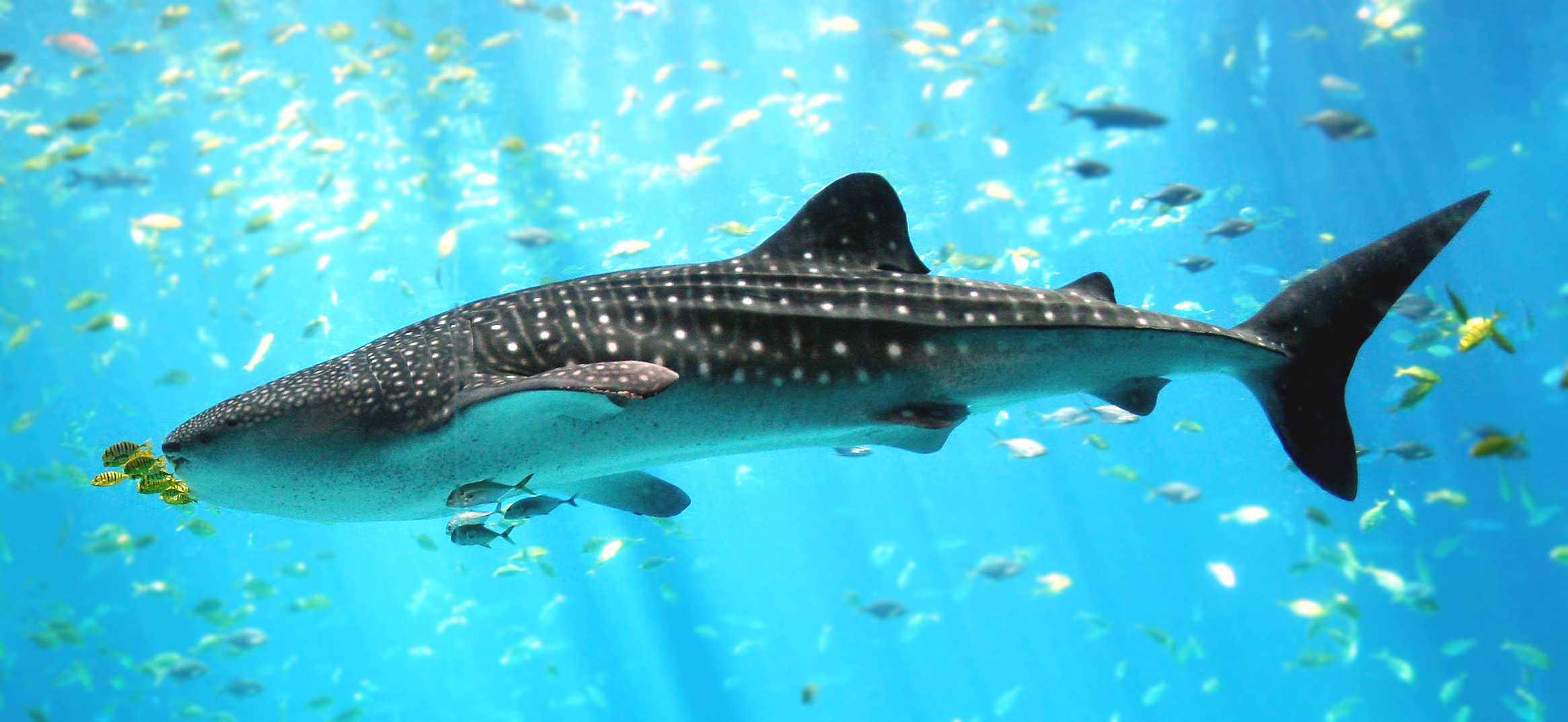
ジンベエザメ

オランゴ環礁はダイビングスポットとしても名高い。旅行客は3箇所でダイビングをすることができる。
北部のダイビングスポットはMabini Pointと呼ばれており、水深35メートルまで潜ることができる。ジンベエザメなどのサメも見ることができる。この付近は海流が強く、流れの予測も難しい。
北西のBaringは切り立った崖になっており、海抜20メートルから斜面を徐々に下って水深73メートルまで潜ることができる。メジロザメ、マグロ、カマス、フエダイ、アジなどが見られる。
南部のSanta Rosaは中心部からやや遠方にある。下が砂地のサンゴ礁が水深15メートルほどまで続き、水深50メートルまで潜ることができる。浅瀬には魚が豊富で、タカサゴ、ナマズ類、アジ、フエダイ、コショウダイなどが見られる。

## ギャラリー
オランゴ自然保護区の鳥

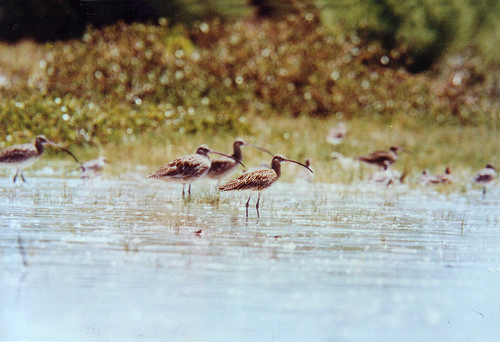
ホウロクシギ Numenius madagascariensis
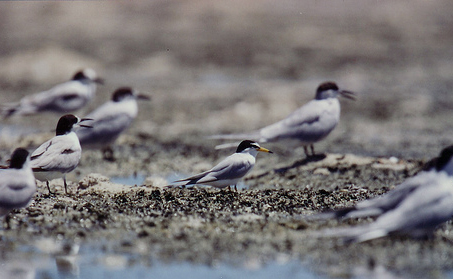
コアジサシ Sternula albifrons
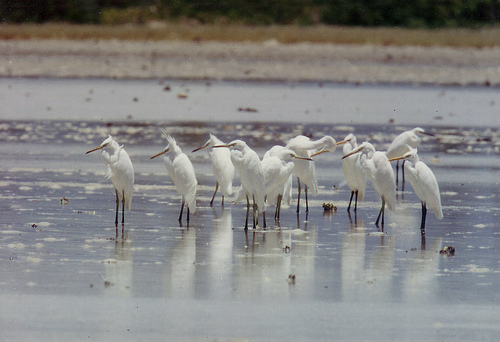
カラシラサギ Egretta eulophotes
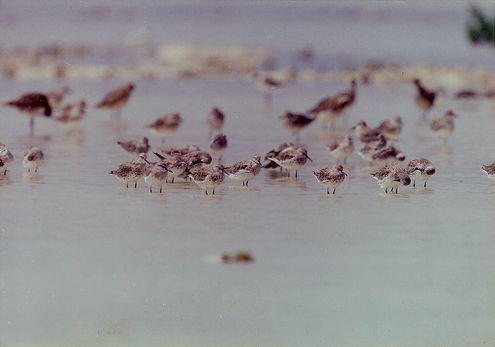
オバシギ属（英語版） Calidris sp.